# Mercado eléctrico

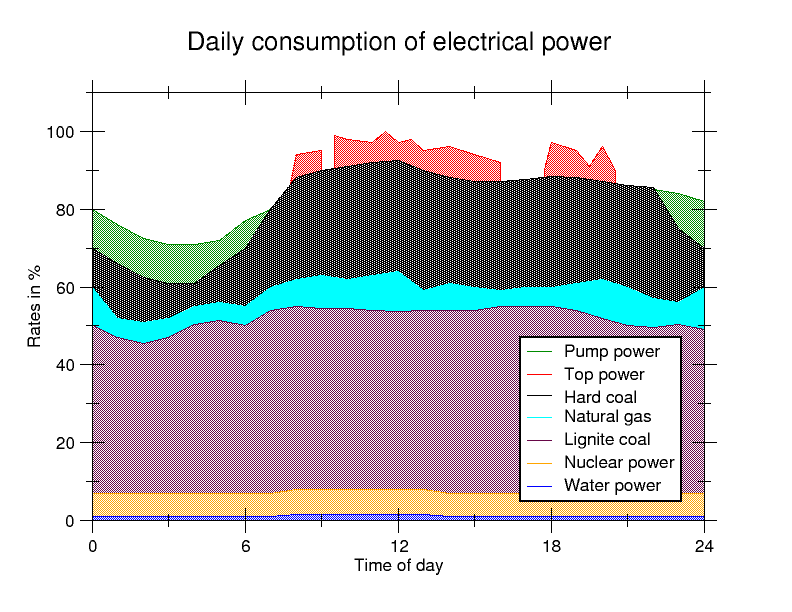
Consumo diario típico de energía eléctrica en Alemania.

En términos económicos, la electricidad (potencia y energía) es un producto básico susceptible de ser comprado, vendido y comercializado. El mercado eléctrico es un sistema para efectuar las compras, a través de ofertas de compra, ventas, a través de ofertas de venta y operaciones a corto plazo, generalmente en forma de permutas financieras o swap de obligación. Las ofertas aplican los principios de la oferta y la demanda para fijar el precio. Las operaciones a largo plazo son contratos similares a los acuerdos de compra de energía y generalmente se consideran las transacciones privadas bilaterales entre las empresas. El mercado eléctrico europeo se liberalizó a finales de siglo XX siguiendo la Directiva 96/92/CE.

## Unidades de medida empleadas
La potencia mide la producción limpia de electricidad de un generador en un momento determinado (generalmente en un segundo) y se mide en megawat (MW). Es importante recalcar que la potencia mide la capacidad de producir nueva energía, ante sobrecargas, además marca un máximo para la energía producida en un instante de tiempo, puesto que como mucho se podrá producir la potencia. Es una medida que indica las posibilidades tecnológicas de una zona. Ejemplo: Un coche no puede circular a más velocidad de la máxima que tiene asignada.
La energía es la electricidad que fluye a través de un punto medido durante un tiempo determinado y se mide en megawat/hora (MWh) o en megajoule (esta unidad, a pesar de ser el estándar en energía no es muy utilizada al mercado eléctrico). La energía es un concepto mucho más sencillo e intuitivo. En mercados eléctricos se corresponde con la potencia consumida en un periodo de tiempo, por lo cual depende tanto de la potencia como del tiempo. Por ejemplo: Siguiendo el símil del coche, la energía se correspondería a la gasolina gastada (que a su vez depende del consumo instantáneo y del tiempo circulado).

## Oferta y demanda
Las transacciones al por mayor (ofertas y demandas) de la electricidad típicamente liquidan por el gestor del mercado o una entidad independiente para finalidades especiales responsable exclusivamente de esta función. Los operadores del mercado no suelen comerciar, pero a menudo requieren conocimientos del comercio con el fin de mantener el equilibrio de generación y carga. Los productos dentro de un mercado eléctrico en general, consisten en dos tipos: potencia y energía.
Los mercados de productos básicos relacionados con la energía son la generación limpia de salida para una serie de intervalos (en general en incrementos de 5, 15 y 60 minutos). Los mercados de productos básicos relacionados con la energía requerida por ellos gestionados por (y pagado por) los operadores del mercado para garantizar la fiabilidad, se consideran servicios auxiliares y se incluyen como reserva rodante, reserva complementaria, reservas de explotación, reserva de respuesta, la regulación a la baja o alta, y la capacidad instalada.
Además, para la mayoría de grandes operadores, existen mercados de congestión en la transmisión de electricidad y derivados, como futuras opciones de energía eléctrica, que se negocian activamente. Estos mercados desarrollados son a consecuencia de la reestructuración de los sistemas de energía eléctrica en todo el mundo. Este proceso a menudo ha ido en paralelo con la reestructuración de los mercados de gas natural.